# 小失的王
小失的王（？—1452年？），蒙古史料作巴图尔锡古苏特（羅馬化：Baγatur sigüsütei），他也被称为锡古苏特诺颜、锡古苏特王，15世纪中期东部蒙古科尔沁部的统治者，他最初效力于脱脱不花和也先太师，但在脱脱不花被也先弑杀后，小失的王也被也先杀害。

## 生平
在蒙古编年史中，小失的王作为首位科尔沁部统治者登场，被视为事实上的科尔沁部创立者。15世纪初，蒙古草原上东蒙古（鞑靼）与西蒙古（瓦剌）两大势力持续对抗，小失的王所属的科尔沁部也隶属于东蒙古，与瓦剌作战。据蒙古编年史《黄金史纲》记载，阿鲁台太师拥立的阿岱汗征讨瓦剌时，起初以察罕万户（哈赤温后裔）的额色库为先锋，阿岱汗认为“小马虽快，老马更耐长途奔袭”，改任小失的王为先锋。瓦剌先锋鬼邻赤与小失的王曾是安达，彼此知晓。鬼邻赤擅长射箭，小失的王擅长挥砍，因此小失的王穿戴双层盔甲出战。鬼邻赤的箭虽穿透其盔甲，却未伤及身体，小失的王挥刀将鬼邻赤斩杀。他在决斗中获胜后，蒙古军占据优势，最终瓦剌军战败。另一部蒙古编年史《蒙古源流》将小失的王与鬼邻赤的决斗置于脱脱不花时代，而非阿岱汗时期。但因《蒙古源流》的年代记载有误，学界认为《黄金史纲》的描述更准确。
阿岱汗与阿鲁台太师的联盟曾对瓦剌占据优势，却因明成祖的北征而衰弱，1430年代被拥立脱脱不花的瓦剌部首领脱懽击败。包括科尔沁部在内的东蒙古残余势力归入脱脱不花麾下，小失的王成为其麾下重要诸侯之一。正统八年（1443年），他作为脱脱不花部下接受明朝册封，“小失的”即蒙古史籍中「锡古苏特」的漢譯音。
脱懽之子也先太师后来与脱脱不花对立，最终将其弑杀。据《黄金史纲》记载，脱脱不花死后，小失的王应也先之邀，率十名亲信前往其营帐。也先让使者索要他斩杀鬼邻赤的佩刀，小失的王察觉阴谋后挥刀砍向使者，最终被也先擒杀，十名亲信一同遇害。也先本想斩草除根杀害小失的王的长子孛罗乃，但在索朗古特部的桑胡勒台及其妻喀喇沁太夫人帮助下，孛罗乃得以逃脱。后来他成长为明朝史料中频繁出现的“大酋”，为科尔沁部的发展奠定了基础。

## 家系
《黄金史纲》《蒙古源流》等蒙古编年史未记载从拙赤合撒儿到小失的王的世系，而其后编纂的《恒河之流》则记录了从拙赤合撒儿到清代科尔沁部王室的谱系。但由于早期蒙古编年史未提及小失的王之前的科尔沁部首领，这一谱系被认为很可能是后世创作的。
- 拙赤合撒儿
  - 也松格（Есүнгэ Тайж）
    - 势都儿（Шударга Тайж）
      - 黄兀儿（Хонгор Тайж）
        - 伯帖木儿（Бай Төмөр）
        - 月鲁帖木儿（Өрөг Төмөр）
        - 别儿帖木儿（Бэрх Төмөр）
          - 布斯（）…黄兀儿三子其中之一的儿子
            - 阿克萨噶勒代（Агсахалдай）
              - 乌鲁克帖木儿（和硕特部始祖）
              - 阿鲁克帖木儿（Арөг Төмөр）
                - 也孙克（Эсэг）
                  - 小失的王（巴图尔锡古苏特，）
                    - 孛罗乃（Булунай）
                    - 乌讷博罗特王